# Ерміт колумбійський
Ермі́т колумбійський (Phaethornis yaruqui) — вид серпокрильцеподібних птахів родини колібрієвих (Trochilidae). Мешкає в Панамі, Колумбії і Еквадорі.

## Опис
Довжина птаха становить 13 см, самці важать 4-7 г, самиці 4-6,5 г. Верхня частина голови бронзова, верхня частина тіла синьо-зелена, блискуча. Через очі ідуть широкі темні смуги, окаймлені білими або охристими "бровами" і "вусами". Нижня частина тіла темно-зеленувато-сіра, від горла до грудей іде сіра смуга. Гузка білувата. хвіст синювато-чорний. Центральні стернові пера видоажені, кінчики у них білі. Дзьоб довжиною 46 мм, чорний, знизу біля основи червоний. У самиць дзьоб коротший, більш вигнутий, ніж у самців, крила коротші, нижня частина тіла більш сіра, хвіст дещо довший. У молодих птахів стернові пера мають охристі края.

## Поширення і екологія
Колумбійські ерміти мешкають на крайньому південному сході Панами та на заході Колумбії і Еквадору (на південь до Ель-Оро). Вони живуть в підліску вологих гірських тропічних лісів. в густих чагарникових заростях і на плантаціях. Зустрічаються переважно на висоті до 1200 м над рівнем моря, в Андах місцями на висоті до 2000 м над рівнем моря. Живляться нектаром квітів, пересуваючись за певним маршрутом, а також дрібними комахами і павуками. Сезон розмноження триває з листопада по липень. Гніздо конусоподібне, робиться з рослинних волокон, моху, лишайників і павутиння, підвішується до нижньої сторони листа. В кладці 2 яйця.